# Xaikh Mahmud
Xaikh Mahmud (mort 1327) fou un príncep cobànida de Pèrsia, quart fill d'amir Coban.
El 1319/1320 fou nomenat virrei de Geòrgia i Armènia. El 1327, a la caiguda dels cobànides, fou deposat i portat a Tabriz on fou executat per orde del kan Abu Said Bahadur Khan.
Va deixar quatre fills dels quals l'únic que va tenir un paper històric de certa rellevancia fou Pir Husayn en les lluites del 1335-1342.